# 高山市久々野多目的センター
高山市久々野多目的センター（たかやましくぐのたもくてきセンター）は、岐阜県高山市久々野町にある公共施設。
虹流館くぐのとも称する。虹流館の名称は、久々野を象徴する色である赤（りんご）、ピンク（桃）、青（清流）、黒（耕土）、緑（森）、白（雪）、黄（ひまわり）の七色に因む。

## 概要
公共サービスの提供、公共的団体、市民活動団体の活動拠点、防災拠点を目的とする施設である。2018年（平成30年）3月25日完成。老朽化していた高山市役所久々野支所庁舎（旧・久々野町役場）を改築した施設である。高山市役所久々野支所、久々野老人いこいの家、乳幼児施設つどいの広場や、様々な団体（久々野まちづくり協議会、高山南商工会事務局など）が入る複合施設である。
建物の柱や梁などに高山市産のカラマツ、内装に地域（久々野町有道）材のヒノキを使用。ぎふの木づかい施設（岐阜県産材を使用し先進的なデザインを取り入れた施設や木の良さを感じることのできるとして認定される施設）に認定されている。

## 施設
- 高山市役所久々野支所
- 市民ホール
- 多目的室（1 - 7）
  - つどいの広場「なかよしランド」　※多目的室5を使用
  - 久々野老人いこいの家　※多目的室4を使用
  - 高山南商工会事務局　※多目的室6を使用

## 利用案内
- 開館時間：7:00 - 22:00[2][7]
  - 多目的室の利用時間は8:30 - 21:30
  - 高山市役所久々野支所の業務時間は8:15 - 17:15
  - つどいの広場「なかよしランド」の開館時間は8:30 - 17:00[8]
- 休館日：無休[2][7]
  - 高山市役所久々野支所の休館日は土曜日、日曜日、祝日、年末年始（12月29日 - 1月3日）

## 交通アクセス

### 公共交通機関
- 濃飛バス高山・下呂線「久々野支所前」バス停下車、徒歩すぐ
- のらマイカー久々野地域久々野かみなか線、久々野渚線、朝日久々野線「久々野支所前」バス停下車、徒歩すぐ